# 2019年棉兰老岛地震
2019年棉兰老岛地震是指2019年10月16日发生于菲律宾棉兰老岛的强烈地震。该次地震震中位于菲律宾哥打巴托省和苏丹库达拉省边界附近，震级为MW 6.4级、Ms 6.3级，震源深度约为8－14.1千米，最大烈度为7（VII）度。截至2019年10月21日，该次地震已造成7人死亡，另有215人受伤。
无论震中归属哥打巴托省和苏丹库达拉省的哪一方，该次地震是两个省自有观测记录以来首次震级达6级的地震。该次地震已被美国地质调查局列入2019年显著地震列表。

## 发震背景

### 地质构造
棉兰老岛坐落于巽他板块和菲律宾海板块之间的复杂的边界上。科塔巴托海沟的隐没带就是这两个板块之间的斜向聚合的一部分。该隐没带的走滑分量主要由菲律宾断层系统提供，部分由哥打巴托断层系统提供。哥打巴托断层系统是一系列沿西北－东南发展的左旋走滑断层，形成了哥打巴托弧与棉兰老岛中央火山带之间的边界。而该次地震的震源机制同样为西北－东南走向的走滑断层，与当地主要断层的类型吻合。

### 历史地震活动
以美国地质调查局数据库为基准，自1900年起至该次地震发生前，棉兰老岛及其附近海域共发生过19次震级达7级的地震。但这些地震均发生于哥打巴托省和苏丹库达拉省之外的地区。上述2省自有观测记录以来还暂未发生过震级达6级的地震。

## 参数测定
地震发生后，太平洋海啸预警中心发布速报，称菲律宾附近发生了6.7级地震。随后，菲律宾火山及地震研究所正式测定，该次地震发生于哥打巴托省（北纬6.75度，东经125.00度），震级为Ms 6.3级，震源深度约为8千米。中国地震台网测定的震级与菲律宾相同，均为Ms 6.3级。
美国地质调查局测定的震中位置与菲律宾稍有不同。该局认为地震震中位于哥伦比奥市东北东7千米处，位于苏丹库达拉省境内（北纬6.712度，东经125.005度）。同时，该局还测定震级为MW 6.4级、mb 6.2级，震源深度为14.1千米。欧洲地中海地震中心测得的矩震级与美国相同，均为MW 6.4级。

## 海啸威胁
虽然该次地震震中不属于南中国海区域海啸预警中心（即中国自然资源部海啸预警中心）的监控区域内，但该中心还是给出了相关的海啸信息。该中心根据参数初步判断，震中地区可能会出现不会对中国沿岸造成灾害性影响的局地海啸。太平洋海啸预警中心认为，该次地震不会引发海啸。

## 震害情况
受地震影响，棉兰老岛多地有震感。地震发生时，位于震中距仅20千米的基达帕万市的警察在接受日本放送协会的采访时称，“感受到了剧烈的摇晃。街上停电了，但可见范围内没有建筑物受损”。
地震发生当夜，位于哥打巴托省的一家医院称一名7岁儿童救治无效死亡。震后第一天，达沃区麦格塞塞镇的新闻官员称，该镇大部分建筑物被毁，一名2岁的女孩被掉落的物体砸死。地震还在该镇引发了山体滑坡，导致一栋房屋被埋，一对母子遇难。一名居住于哥打巴托市的男子心脏病发作，被送往医院后救治无效死亡。在此之后，又有2人被确认遇难。一人在马京达瑙省因被倒塌的墙砸中被确认遇难。另一人在哥打巴托省阿拉马达因心搏停止而死亡。除此之外，另有215人受伤。